# Чоглоков, Михаил Иванович
Михаил Иванович Чоглоков (упомин. в 1678—1723) — выдающийся русский зодчий и художник конца XVII — первой четверти XVIII в.

## Жизнь и творчество

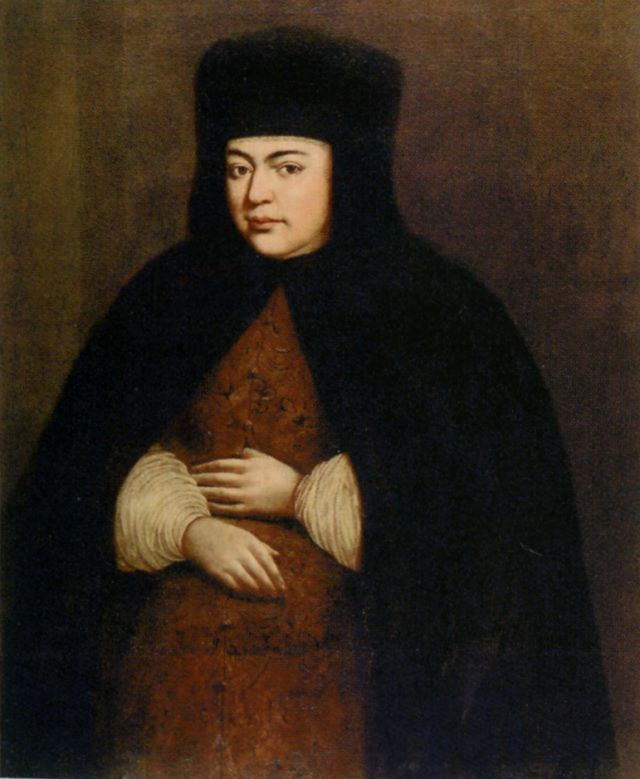
Портрет царицы Натальи Кирилловны (не ранее 1676, ГРМ)

Дата рождения Михаила Чоглокова неизвестна. Источники свидетельствуют, что 25 ноября (5 декабря) 1678 года он начал учёбу в Оружейной палате у жалованного иконописца Ивана Безмина. 19 (29) февраля 1684 года был приглашён в Симонов монастырь «для церковных дел». Начиная с сентября того же года, занимался росписью комнат царицы Натальи Кирилловны и царевен Софии, Екатерины, Марии, Феодосии и Натальи. В 1692 году по указу царей Ивана и Петра вместе с Борисом Давыдовым и Алексеем Печкиным написал 11 икон на холсте для царского дворца на Плещеевом озере. Кроме того, в конце XVII века художник выполнил портреты отдельных представителей правящей династии.
В 1701—1704 годах Чоглоков возглавлял живописную мастерскую Оружейной палаты, руководил постройкой цейхгауза и Сухаревой башни. В 1705 году расписал два белых знамени с гербами для гетмана Ивана Мазепы. Последнее упоминание о мастере относится к 1723 году.